# ケプラー1049b
ケプラー1049b（英語: Kepler-1049b）は、地球から約420光年離れた位置にある恒星ケプラー1049を公転している太陽系外惑星である。2016年にケプラー宇宙望遠鏡の観測によって発見された。地球の0.95倍の半径を持ち、恒星の周りを約3日で公転しているとされている。
| 地球 | ケプラー1049b |
| ---- | ------------- |
| 地球 | Exoplanet     |